# روشيل راو
روشيل راو (ولدت في 25 نوفمبر 1988) عارضة أزياء وممثلة ومذيعة هندية، توجت ملكة جمال الهند الدولية في عام 2012، ظهرت عدة مرات في تقويم كينغفيشر لملابس السباحة والعديد من البرامج التلفزيونية. كانت متسابقة في بيغ بوس 9 في عام 2015. كما ظهرت أيضًا كشخصية رئيسية "Lottery" في برنامج كابيل شارما شو.

## روابط خارجية
- روشيل راو على موقع IMDb (الإنجليزية)